# Severiana
Severiana (łac. Dioecesis Severianensis) – stolica historycznej diecezji w Cesarstwie rzymskim w prowincji Byzacena, współcześnie w Tunezji. Obecnie katolickie biskupstwo tytularne.

## Biskupi tytularni
| Lp. | Biskup                         | Funkcja                                        | Od                   | Do               |
| --- | ------------------------------ | ---------------------------------------------- | -------------------- | ---------------- |
| 1   | Gabriel Bukatko                | administrator apostolski Križevci (Jugosławia) | 23 lutego 1952       | 22 lipca 1960    |
| 2   | Ambrogio Marchioni             | nuncjusz apostolski                            | 14 października 1961 | 27 lutego 1989   |
| 3   | Luigi Bressan                  | nuncjusz apostolski                            | 3 kwietnia 1989      | 25 marca 1999    |
| 4   | Ambroise Ouédraogo             | biskup pomocniczy Niamey (Niger)               | 18 maja 1989         | 13 marca 2001    |
| 5   | Julito Cortes                  | biskup pomocniczy Cebu (Filipiny)              | 24 października 2001 | 28 września 2013 |
| 6   | Carlos Alberto Correa Martínez | wikariusz apostolski Guapi (Kolumbia)          | 3 grudnia 2013       | 19 marca 2024    |
| 7   | José Otacio Oliveira Guedes    | biskup pomocniczy Belo Horizonte (Brazylia)    | 15 maja 2024         |                  |